# تنها در تاریکی ۲
تنها در تاریکی ۲(به انگلیسی: Alone in the Dark 2) یک بازی ترسناک از سری تنها در تاریکی است که در سال ۱۹۹۳ عرضه شد.

## دنباله‌ها
سه دنباله برای این بازی ارائه شده‌است:
- تنها در تاریکی ۳ (۱۹۹۴)
- تنها در تاریکی: کابوس جدید (۲۰۰۱)
- تنها در تاریکی (۲۰۰۸)